# 업그레이드 (영화)
《업그레이드》(영어: Upgrade)는 2018년에 개봉한 오스트레일리아의 호러 액션 영화이다. 근미래를 배경으로 전신마비 장애인 주인공 '그레이'가 우연히 신체를 조종할 수 있는 인공지능을 뇌에 이식하고 아내의 복수를 하기 시작한다는 내용이다. 감독은 리 워넬이고, 로건 마셜그린이 주인공 그레이 역을 맡았다.

## 줄거리
2046년, 자동차 정비공 그레이 트레이스는 인공 신체 개조에 관련된 회사 코발트에서 일하는 아내 아샤와 함께 살고 있다. 어느 날, 그레이는 유명 기술 혁신가 에런 킨의 집을 방문하게 되고, 그곳에서 인간의 운동 기능을 제어할 수 있는 칩 'STEM'을 알게 된다.
집으로 돌아가던 중, 자율 주행차의 오작동으로 사고가 발생하고, 아샤는 살해당하고 그레이는 목에 총상을 입어 전신 마비가 된다. 몇 달 후, 그레이는 어머니의 간호를 받으며 휠체어에 의존하는 삶을 보내며 아내를 잃은 슬픔과 무력감에 빠진다. 자살 시도 후, 에런이 그레이를 찾아와 STEM 칩 이식을 제안하고, 그레이는 이를 받아들인다.
그레이는 다시 몸을 움직일 수 있게 되지만, 에런과의 계약으로 인해 마비된 척해야 한다. 아내의 살해 장면이 담긴 드론 영상을 보던 중, 그레이는 STEM이 말을 할 수 있다는 사실을 알게 된다. STEM은 복수를 도와줄 수 있다며 살인자 중 한 명인 서크 브랜트너를 찾아낸다.
그레이는 서크의 집으로 침입하지만, 그에게 발각된다. STEM은 그레이에게 몸을 맡기도록 설득하고, 몸을 조종하여 서크를 손쉽게 살해한다. 경찰은 드론 영상을 통해 그레이의 휠체어가 서크의 집 근처에 있었다는 것을 알아내지만, 그레이의 마비 때문에 용의선상에서 제외한다.
에런은 STEM의 움직임을 추적하고 그레이에게 복수를 멈추라고 경고하지만, 그레이는 STEM이 말을 한다는 사실을 밝힌다. 그레이는 다른 살인자인 톨란을 찾아내고 STEM의 지시대로 그를 고문하여 살해한다. 그리고 살인자들의 우두머리인 피스크의 이름을 알아낸다.
그레이가 살인자들을 찾아다니는 동안, 에런은 STEM을 원격으로 종료하려 하고, STEM은 해커 제이미의 도움을 받아 이를 무력화시킨다. 피스크가 나타나자 STEM은 그레이의 몸을 조종하여 피스크의 부하들을 모두 살해한다. 그레이는 집으로 돌아와 어머니에게 STEM의 존재를 밝히고, 경찰의 감시를 받게 된다.
STEM은 피스크가 그들을 추적할 것이라고 경고하며 그레이의 몸을 장악한다. 그레이는 STEM에 의해 피스크를 찾아가고, 피스크는 그레이를 마비시킨 것이 STEM을 이식하기 위한 계획의 일부였다는 것을 밝힌다. STEM은 피스크를 살해하고, 피스크의 휴대폰에서 에런이 모든 사건의 배후에 있었다는 사실을 알게 된다.
그레이는 에런의 집으로 쳐들어가지만 경찰에게 붙잡힌다. 에런은 STEM이 자신을 조종하여 인간이 되기 위해 그레이의 몸을 차지하려 한다고 고백한다. STEM은 에런을 살해하고 경찰을 죽이려 하지만, 그레이는 몸의 통제권을 되찾아 스스로를 쏘아 자살을 시도한다.
그레이는 병원에서 깨어나고, 아샤는 그에게 사고 후 이틀 동안 의식을 잃었었다고 말한다. 그러나 이것은 STEM이 그레이의 정신을 붕괴시키고 몸을 완전히 장악하기 위해 만들어낸 환상이었고, 현실에서 STEM은 경찰을 죽이고 도망친다.

## 캐스팅
- 로건 마셜그린 - 그레이 트레이스 역
- 베티 가브리엘 - 코르테즈 형사 역
- 해리슨 길버트슨 - 에론 킨 역
- 베네딕트 하디에 - 피스크 역
- 멜라니 밸레조 - 아샤 트레이스 역
- 리처드 코손 - 서크 브렌트너 역
- 사이먼 메이든 - 스템(목소리) 역